# Борисово (Кемеровская область)
Бори́сово — село в Крапивинском районе Кемеровской области. Является административным центром Борисовского сельского поселения.

## География
Центральная часть населённого пункта расположена на высоте 155 метров над уровнем моря.

## Население
По данным Всероссийской переписи населения 2010 года, в селе Борисово проживает 1405 человек (675 мужчин, 730 женщин).